# Popovac (Veliko Gradište)
Pour les articles homonymes, voir Popovac.
Popovac (en serbe cyrillique : Поповац) est un village de Serbie situé dans la municipalité de Veliko Gradište, district de Braničevo. Au recensement de 2011, il comptait 149 habitants.

## Démographie

### Évolution historique de la population
| 1948 | 1953 | 1961 | 1971 | 1981 | 1991 | 2002 | 2011 |
| ---- | ---- | ---- | ---- | ---- | ---- | ---- | ---- |
| 299  | 293  | 280  | 352  | 262  | 220  | 190  | 149  |

|  |